# Günter Ortmann
Günter Ortmann, född 30 november 1916 i Lubań i nuvarande Polen, död 10 januari 2002, var en tysk handbollsspelare och idrottsledare.

## Biografi
Ortmann var också en mycket framstående friidrottare i tiokamp och han började spela handboll efter att ha spelar fotboll och fistboll.
Ortmann blev olympisk mästare i handboll vid sommarspelen 1936 i Berlin. I turneringen spelade han två matcher och gjorde sju mål. Två år efter OS i Berlin deltog Ortmann i de första världsmästerskapen i handboll inomhus och handboll som spelades utomhus i Tyskland. Tyskland vann båda turneringarna och Ortmann är därmed en av de handbollsspelare som vunnit både inomhus- och utomhusvärldstitlar i handboll. Ortman spelade vid denna  tid för klubben Borussia Carlovitz. 1938 blev han tillsammans med två lagkamrater Hans Keiter and Hans Theilig också världsmästare i handboll.
Ortman var tysk soldat i andra världskriget. 1944 återvände han från fronten efter en skottskada. 1948 flyttade han till nedre Rhendalen. Trots skadan återupptog  Ortmann sin idrottskarriär. Han spelade för klubbarna TuRa Bergheim och TuS Rheinhausen. Han blev också en kortare tid handbollstränare. Hans civila yrke var polis och från 1963 till 1965 ledde han  Duisburgpolisens Sportklubb. Han arbetade också på en ridklubb där han var vice ordförande i 18 år och han skrev artiklar för dagstidningar om ridsport.